# Артур Плантагенет, 1-й виконт Лайл
Артур Плантагенет, виконт Лайл (англ. Arthur Plantagenet, Viscount Lisle; 1461/1475—1542) — незаконнорожденный сын короля Англии Эдуарда IV.

## Биография
Артур Плантагенет родился в Кале между 1461 и 1475 годами. Его отцом был король Англии Эдуард IV; кто был матерью мальчика доподлинно неизвестно: так, «Регистр благороднейшего ордена Подвязки» называет матерью Артура Элизабет Уэйт, дочь Томаса Уэйта из Саутгемптона; также предполагаемой матерью Артура могла быть Элизабет Люси, при этом некоторые историки считают, что Элизабет Люси и Элизабет Уэйт это одно и то же лицо, а фамилию Люси Элизабет Уэйт получила в результате более позднего брака или в результате вдовства. Кроме того, матерью Артура называют Элизабет Шор.
Крёстным отцом мальчика был Уильям Фицалан, 16-й граф Арундел. Артур провёл своё детство при дворе отца и воспитывался вместе с законными детьми Эдуарда IV от Елизаветы Вудвилл. О жизни мальчика в период между смертью отца и восшествием на престол Генри Тюдора ничего неизвестно; затем, в 1501 году Артур присоединился ко двору своей единокровной сестры королевы Елизаветы Йоркской, а после её смерти — ко двору короля. После восшествия на престол его племянника Генриха VIII Артур получил формальный пост оруженосца королевского телохранителя и стал близким компаньоном молодого короля.
В 1514 году Артур стал Высочайшим шерифом Хэмпшира и был назначен капитаном на судне вице-адмирала Trinity Sovereign, затем он сам стал вице-адмиралом Англии. В 1519 году Артур и его жена Элизабет получили титул и земли её отца, Эдуарда Грея, виконта Лайла, поскольку других наследников не осталось. Ещё через год он сопровождал своего царственного племянника на Поле золотой парчи.
25 апреля 1523 года для Артура был воссоздан титул виконта Лайла в собственном праве. Он также вошёл в Тайный совет, занял пост губернатора Кале, лорда-смотрителя Пяти портов и лорда-заместителя Кале после смерти Джона Буршье, 2-го барона Бернерса, 16 мая 1533 года.

### Констебль Кале
Документы Лайла говорят о том, что Артур в качестве констебля Кале был честным и добросовестным, но не особо компетентным. В одном из писем Томас Кромвель упрекал сэра Артура в неспособности самостоятельно принимать решения, неспособности отказать кому-либо в просьбе, а также намекал, что всем верховодит его жена, леди Лайл, что превращает самого Артура в посмешище. Однако корона не гнушалась отправлять его в рутинные командировки: в 1537 году у беременной королевы Джейн развилась страсть к перепелам, а так как перепела в избытке водились на болотах в окрестностях Кале, сэр Артур регулярно поставлял их королевскому двору.
Во время пребывания в Кале множественные дела требовали от сэра Артура постоянной переписки. Копии трёх тысяч писем были изъяты во время ареста сэра Артура и использовались в качестве доказательств. Они сохранились о наших дней, были изданы в сокращённом варианте под названием «Письма Лайла» и использовались историками для критической оценки тюдоровского периода Англии.

### Заключение и смерть
В 1540 году несколько человек из дома Плантагенетов были арестованы в Кале по подозрению в государственной измене и заговоре с целью передачи города французам. Подозрение пало и на Артура: он был отозван в Англию и, в конечном счёте, арестован 19 мая 1540 года.
Настоящие заговорщики были казнены. Никаких доказательств причастности Артура к заговору так и не было найдено. Тем не менее, он провёл в заключении в Тауэре два года, пока не был освобождён королём. Однако, покинуть тюрьму он так и не успел: получив новости о долгожданной свободе, сэр Артур перенёс сердечный приступ и скончался два дня спустя. Историк Фрэнсис Сэнфорд писал: «Милость Генриха VIII была столь же фатальна, как и его осуждение».

## Брак и дети
Артур Плантагенет был дважды женат. В первом браке, заключённом 12 ноября 1511 года, его женой стала вдова Эдмунда Дадли — Элизабет Грей, дочь Эдуарда Грея, 1-го виконта Лайла, и его жены Элизабет Толбот. В этом браке родились три дочери:
- Фрэнсис — была дважды замужем: в первом браке за сэром Джоном Бассетом[англ.][9], сыном и наследником сэра Джона Бассета[англ.] и его жены Хоноры Гренвилл. Джон приходился Фрэнсис сводным братом. От него Фрэнсис родила сына[англ.] и двух дочерей. Во втором браке Френсис была замужем за Томасом Монком[10]; правнуком от этого брака был Джордж Монк, герцог Альбемарль.
- Элизабет — была замужем за сэром Фрэнсисом Джобсом, членом парламента от Колчестера[11].
- Бриджит — была замужем за Уильямом Кэмдэном.

В 1529 году Артур женился во второй раз. Его избранницей стала вдова Джона Бассета — Хонора Гренвилл, дочь сэра Томаса Греннвилла и его жены Изабеллы Гилберт. Общих детей у них не было, однако дети Хоноры от первого брака воспитывались вместе с дочерьми Артура.